# Uitzendbureau
Een uitzendbureau (in Vlaanderen ook uitzendkantoor of interimkantoor genoemd) is een intermediair bedrijf op de arbeidsmarkt. Het bemiddelt tussen mensen die (tijdelijk) werk zoeken (de uitzendkracht) en bedrijven die (tijdelijk) mensen nodig hebben (de inlener).

## Geschiedenis
Uitzendbureaus danken hun bestaan in hun huidige vorm, vooral sinds de tweede helft van de twintigste eeuw, aan vaak snel wisselende periodieke of tijdsgebonden algemeen economische en sectorgebonden conjunctuurverschillen (= afwisseling in de hoeveelheid werk). Voor een stuk ligt de wijdverspreide ingang van uitzendarbeid in het economische landschap aan het gebrek aan eenheid bij werknemers. Er wordt zeer kort op de man gespeeld inzake het aanbod ten aanzien van de door werkgevers gevraagde tijdelijke arbeidskrachten om plotse eerder kortdurende activiteitspieken op te vangen.
Onder meer de land- en tuinbouwsector en daarvan afgeleide bedrijven b.v. uit de voedingsnijverheid zoals ondernemingen die diepvriesgroenten verwerken doen vaak een beroep op uitzendbureaus om geschikte seizoensarbeiders te vinden in drukke periodes zoals het aanplanten, zaaien en oogsten van gewassen. Hetzelfde geldt voor sectoren die actief zijn rond een product- of dienstengamma waarvan het gebruik hoogtepunten kent tijdens feestperiodes zoals de bakkers en chocolade-industrie rond het religieuze Pasen of kinderfeest Sinterklaas/Sint-Maarten. Ook de Kerst- en eindejaarsperiode zijn voor bepaalde werkgevers zoals traiteurs, restauranthouders en shopping- of winkelcentra druk. Tijdens het toeristische hoogseizoen schakelt de betrokken sector met horeca-uitbaters heel dikwijls uitzendkrachten in. Voor jobstudenten zijn het dan hoogdagen.
Uitzendarbeid wordt beschouwd als een vorm van flexwerk.
In 2023 werd de markt voor uitzendwerk wereldwijd getaxeerd op bijna 600 miljard euro. De markt is dus groot, maar ook gefragmenteerd. Het grootste uitzendbureau is het Nederlandse Randstad NV, met een omzet van 25 miljard euro had het bedrijf een marktaandeel van 5%. De nummers twee en drie zijn Adecco en Manpower, met een marktaandeel van respectievelijk 4% en 3%. De top drie hebben tezamen 12% van de markt in handen.

## Positie van uitzendkrachten
Zeker in de aanvangstijd was de rechtspositie van uitzendkrachten slecht. Vele voordelen uit de cao's van vaste werknemers zoals uitkering bij ziekte, vakantie, pensioen en opleidingstijd en -geld werden hun door het uitzendbureau niet toegekend en konden bij de inlener niet afgedwongen worden. Eind jaren tachtig kwam hierin geleidelijk verandering in Nederland en ontstonden bijvoorbeeld ook regels omtrent het herhaald inhuren van dezelfde uitzendkracht: sindsdien krijgt de uitzendkracht na verloop van tijd dezelfde rechten als vast aangestelde krachten.
De uitzendkrachten beginnen altijd in een fase A-contract. Na 78 gewerkte weken gaan ze over naar een fase B-contract. Een fase A-contract is te vergelijken met een nulurencontract. Dit houdt in dat de werknemer bijna geen rechten en plichten heeft. In een fase B-contract ontstaan er meer rechten en stijgt het uurloon. Wanneer een fase B-contract afloopt heeft het uitzendbureau twee opties. Of ze gaan niet verder met de uitzendkracht of hem/haar wordt een vast contract aangeboden.

## Nederland
De uitzendkrachten zijn bij het uitzendbureau ingeschreven als werkzoekende, en komen in dienst bij het uitzendbureau zodra ze uitgezonden worden naar een bedrijf. Tussen de uitzendkracht en het uitzendbureau bestaat een uitzendovereenkomst (een soort arbeidsovereenkomst).
De uitzendkracht wordt dan ook betaald door het uitzendbureau, en niet door het inlenende bedrijf. Het inlenende bedrijf betaalt het uitzendbureau (meestal het salaris van de uitzendkracht met wettelijke lasten (loonsom) plus een toeslag). Het is een veel gehoorde misvatting dat een uitzendbureau een deel van het salaris van de uitzendkracht inhoudt.
Er zijn vele uitzendbureaus, sommige algemeen, sommige gespecialiseerd op een bepaald deelgebied van de arbeidsmarkt. Grote organisaties zijn vaak vertegenwoordigd in meerdere landen. Een van de eerste uitzendbureaus in Nederland (begin twintigste eeuw) was het HTO (Holland Typing Office) aan het Damrak te Amsterdam, geleid door Selma Meyer en Annette Monash.
Zowel bij uitzenden als bij detacheren kan de inlenende partij aansprakelijk worden gesteld voor af te dragen belastingen en premies. Dit is in de invorderingswet 1990 geregeld. Dit risico heet ketenaansprakelijkheid.
In 2011 bleek uit sociologisch onderzoek dat een meerderheid van 187 benaderde Nederlandse uitzendbureaus zich schuldig maakte aan discriminatie. In 1991 was een vergelijkbaar resultaat uit onderzoek voortgekomen.

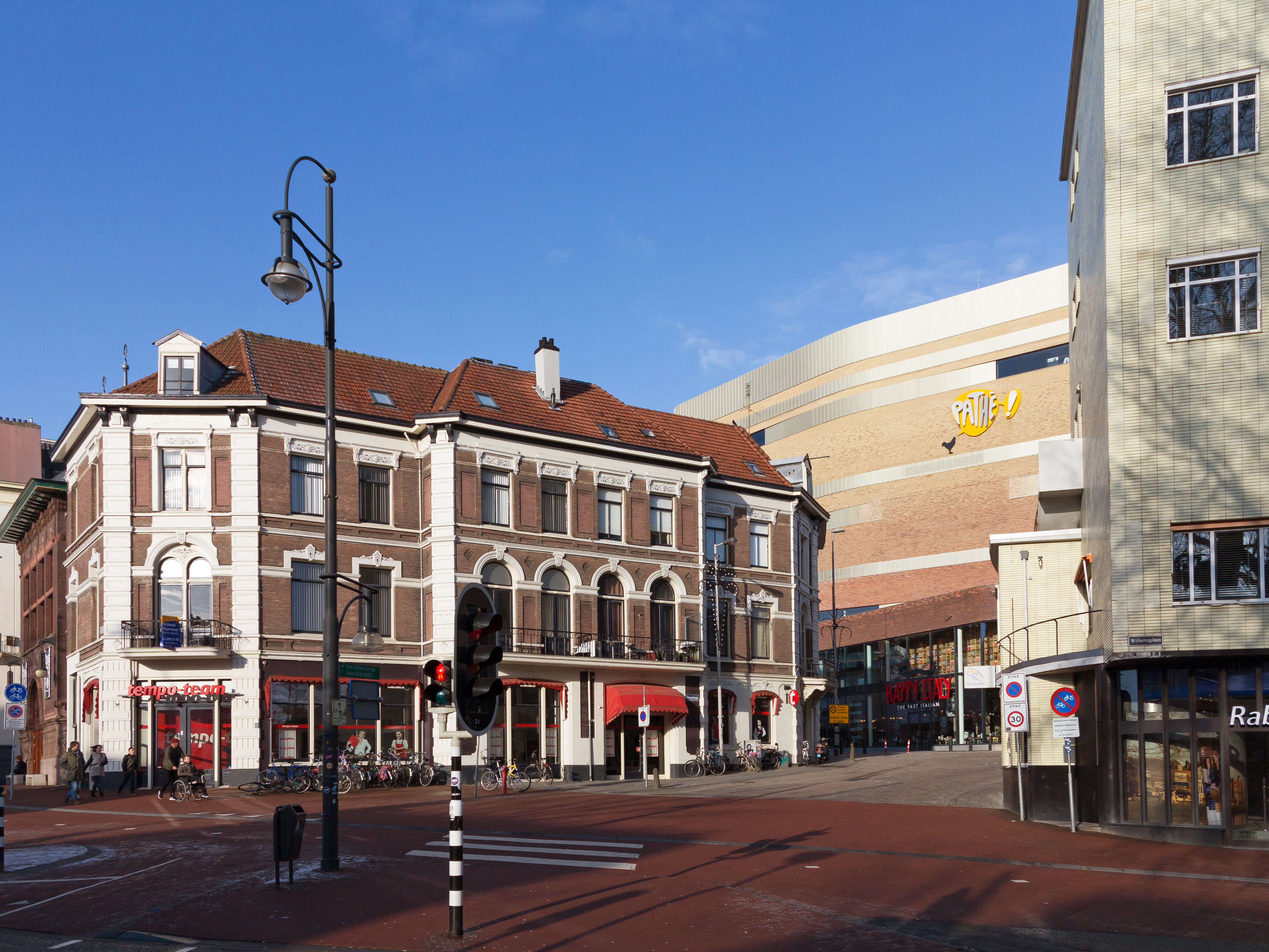
Tempo Team uitzendbureau in Arnhem
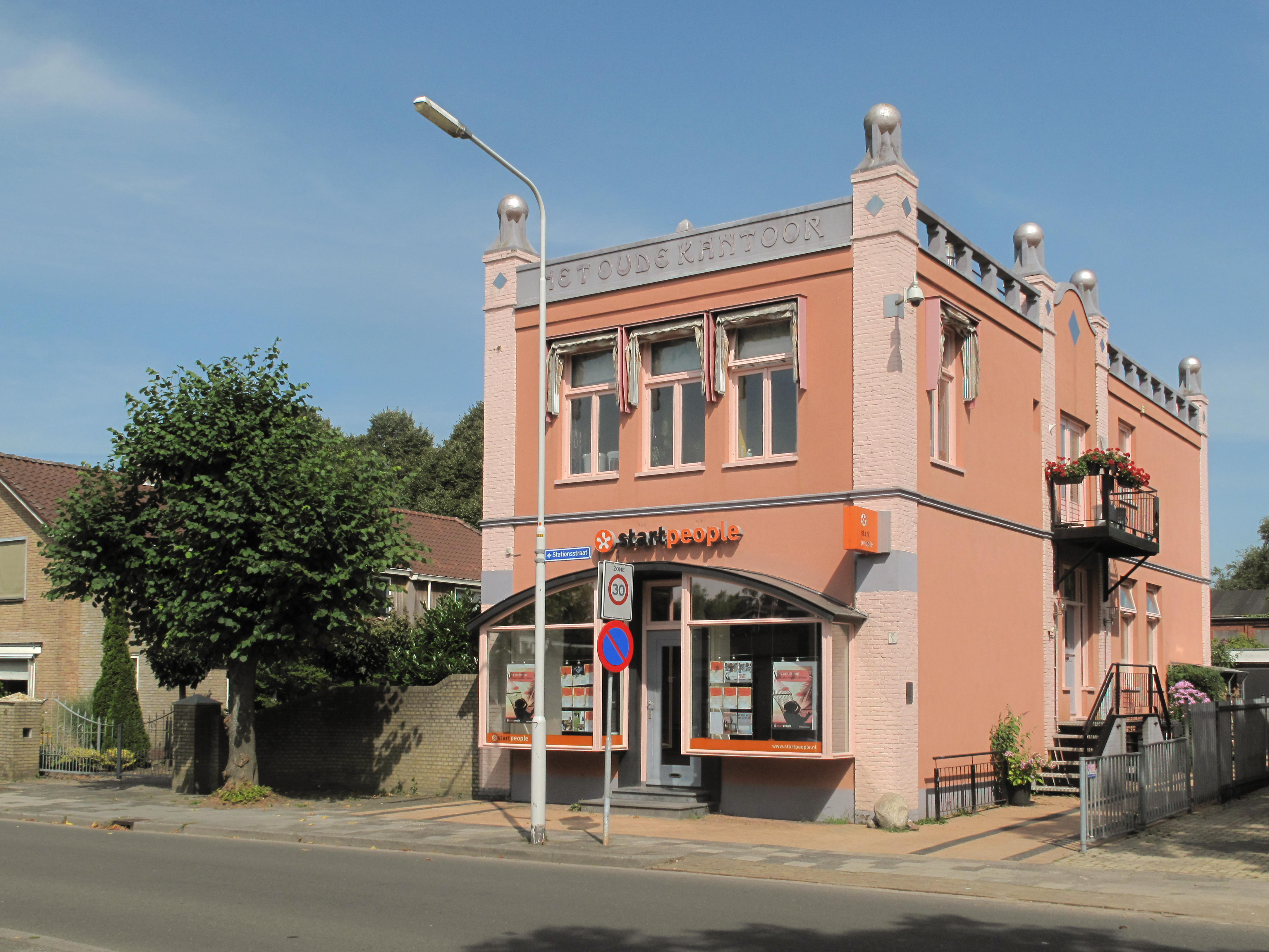
Start uitzendbureau in Buitenpost

## België
De vacatures of werkaanbiedingen van uitzendbureaus zijn terug te vinden op de eigen websites en vinden ook steeds meer ingang op de vacaturebank van de VDAB (= Vlaamse Dienst voor Arbeidsbemiddeling en Beroepsopleiding). In de WIS-computers van de VDAB, te raadplegen in de regionale/lokale kantoren van de instelling, en op de website van deze overheidsdienst werden het werkaanbod van verschillende commerciële tewerkstellingssites samen met het eigen VDAB-potentieel geïntegreerd tot één groot vacatureaanbod. Er worden echter regelmatig problemen gemeld inzake het niet up-to-date zijn van een deel van de vacatures.
In België geldt de dimona wetgeving ook voor uitzendarbeid. Dat wil zeggen dat elke tewerkstelling op voorhand gemeld wordt aan de RSZ.  Elke arbeidsovereenkomst heeft steeds een begin- en einddatum.  
Er bestaat geen maximumduur van opeenvolgende uitzendcontracten bij dezelfde inlener, maar de wet voorziet wel een meldingspicht, afhankelijk van de reden van uitzendarbeid, zodat sociale partners wel op de hoogte worden gebracht hoeveel en hoelang een bedrijf gebruik maakt van uitzendarbeid.
Verder is het zo dat heel wat bedrijven in België gebruik maken van uitzendarbeid met het oog op vaste aanwerving.  Meer dan de helft van de uitzendkrachten vindt ook vast werk na een periode van uitzendwerk.  Verder vindt perm werk (onmiddellijk vast contract bij de inlener) ook steeds meer ingang in deze markt.

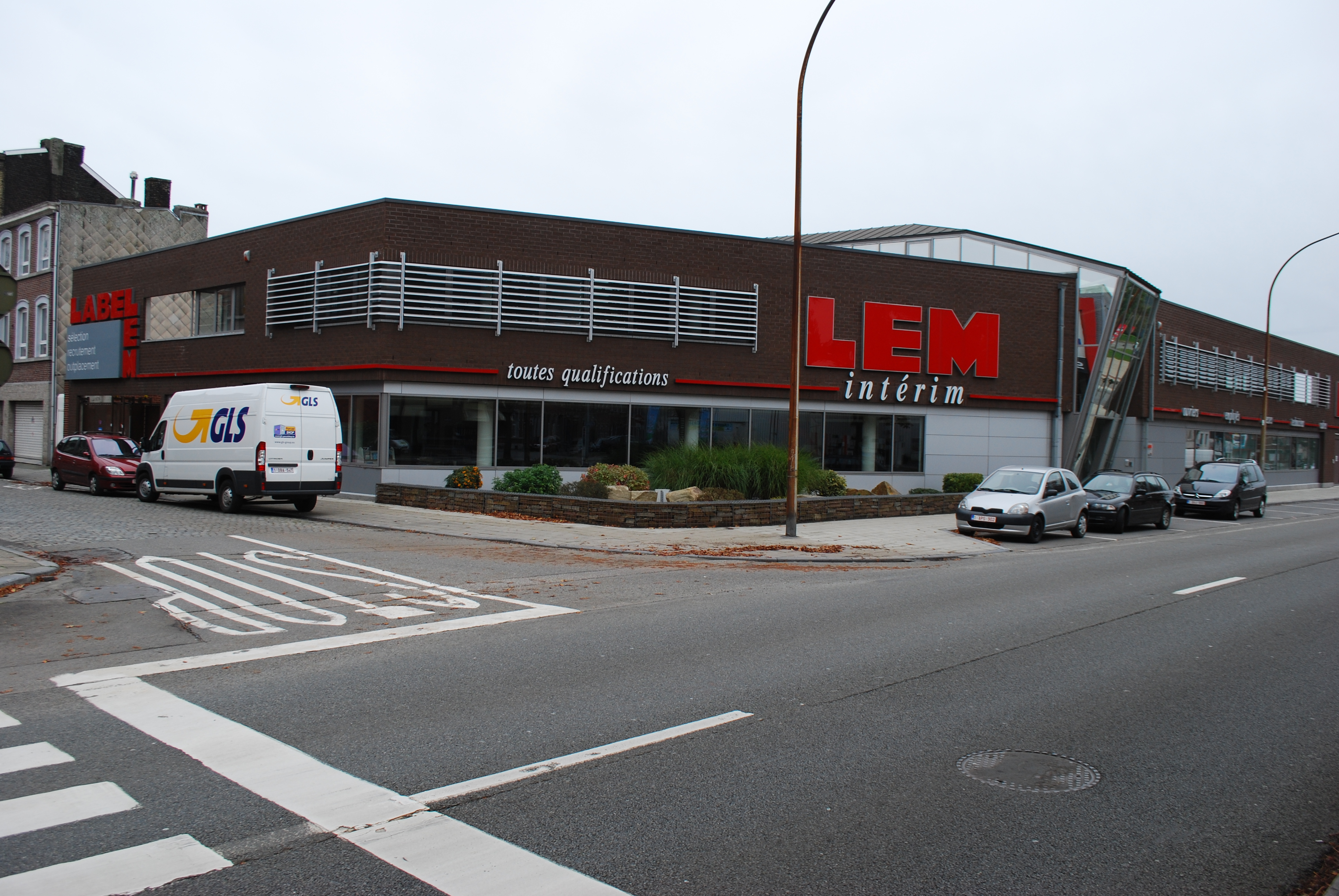
Uitzendkantoor in Luik
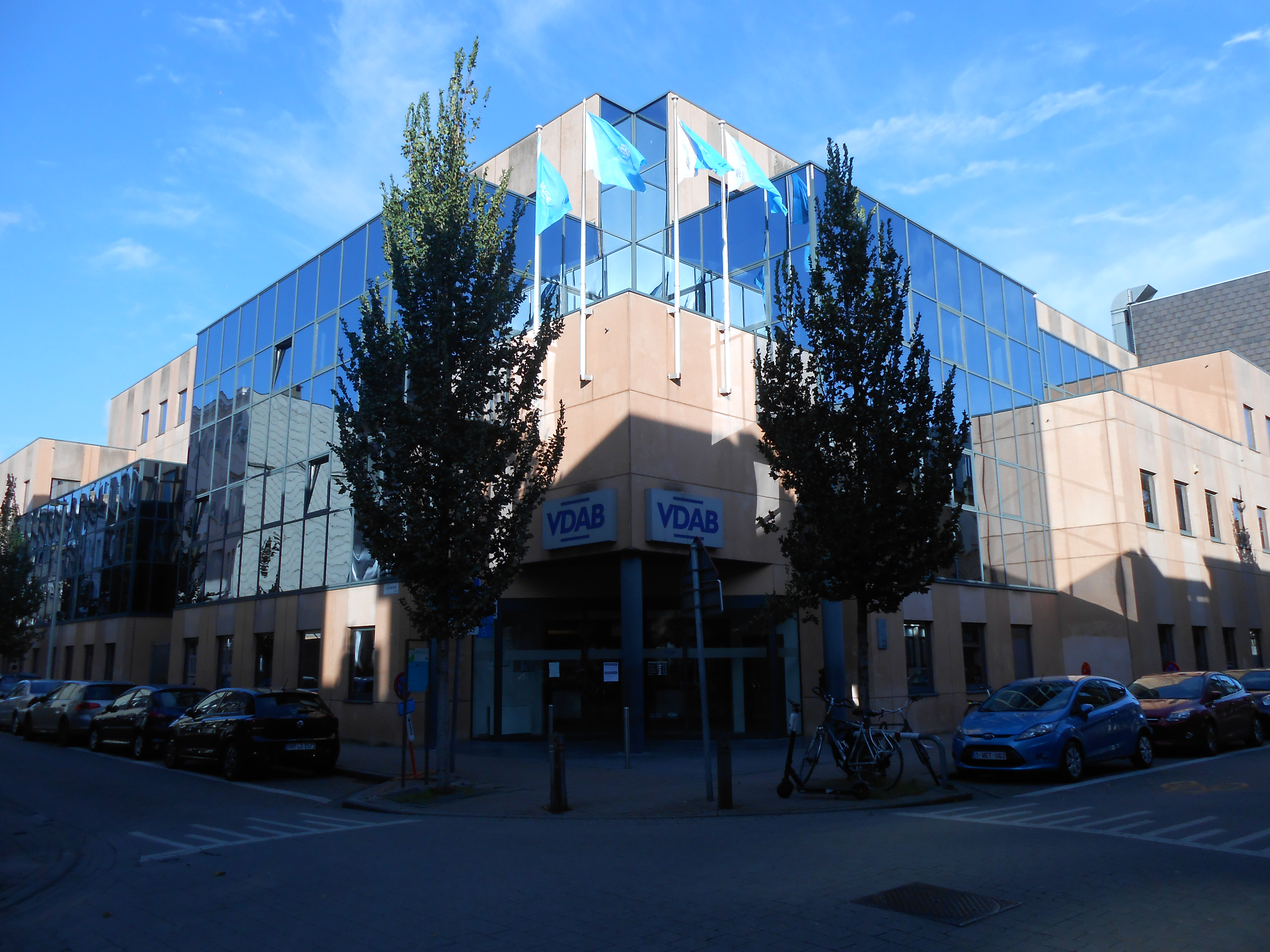
Kantoren van de VDABin Antwerpen